# St. Leonhard bei Freistadt
St. Leonhard bei Freistadt, Sankt Leonhard bei Freistadt – gmina targowa w Austrii, w kraju związkowym Górna Austria, w powiecie Freistadt. Liczy ok. 1,4 tys. mieszkańców.